# 黃翰 (嘉靖進士)
黃翰（1535年—？），字可憲，號小川，江西南昌府豐城縣人，軍籍，明朝政治人物。

## 生平
乙卯科（1555年）江西鄉試第五十四名舉人。嘉靖三十五年（1556年）中式丙辰科二甲第十六名進士。大理寺观政，授刑部主事，历升员外、郎中，四十一年升湖广永州府知府，四十四年致仕。

## 家族
曾祖黃順模；祖父黃綿，訓導贈大理寺評事，加赠左寺副；父黃肱，生员封刑部主事加知府；母鄧氏，封太安人加恭人。弟羾、翿、翓、翅。